# Теммі
«Теммі» (англ. Tammy) — американська роуд-комедія 2014 року, знята Беном Фальконе (режисер, співавтор сценарію) та Меліссою Маккарті (продюсерка, співавтор сценарію), яка також знялася в головній ролі. У фільмі зіграли актори: Сюзен Серендон, Еллісон Дженні, Ґері Коул, Марк Дюпласс, Нат Факсон, Тоні Коллетт, Сандра О, а також Ден Екройд і Кеті Бейтс. У фільмі розповідається про жінку на ім'я Теммі, яка вирушає в дорогу зі своєю світською бабусею-алкоголічкою після того, як дізнається, що чоловік її зраджує. «Теммі» вийшла в кінотеатрах 2 липня 2014 року.
Попри касовий успіх — 100,3 мільйона доларів касових зборів проти 20-мільйонного бюджету, фільм отримав дуже негативні відгуки від критиків, а Маккарті та Серендон номіновані на антипремію «Золота малина» як найгірші акторки головної ролі та ролі другого плану, відповідно.

## Синопсис
Після втрати роботи та розчарування у коханому, наша героїня вирішує взяти життя у свої руки та вирушити у невідому подорож, щоб знайти себе. З нею на цьому шляху випадково зустрічається її ексцентрична бабуся, яка вважає, що вік — це тільки цифри, а віскі — найкращі ліки проти всіх негараздів. Подорож стає для обох пригодою, яка перевертає їхнє уявлення про себе та світ навколо.

## Акторський склад
- Мелісса Маккарті — Теммі Бенкс, головна героїня
- Сюзен Серендон — Перл Балзен, мати Деб, свекруха Дона та бабуся Теммі
- Кеті Бейтс — Ленор, двоюрідна сестра Перл
- Еллісон Дженні — Деб, мати Теммі
- Ден Екройд — Дон, батько Теммі
- Марк Дюпласс — Боббі Тілман, який подобається Теммі
- Ґері Коул — Ерл Тіллман, батько Боббі, який подобається Перл
- Нат Факсон — Грег Бенкс, чоловік Теммі
- Тоні Коллетт — Міссі Дженкінс, сусідка Теммі та Грега, коханка Грега
- Сандра О — Сюзанна, дружина Ленор
- Бен Фальконе — Кіт Морган, керівник Теммі в місцевому фаст-фуді Topper Jack's
- Сара Бейкер — Беккі, працівниця Topper Jack's, який грабує Теммі
- Річ Вільямс — Ларрі, працівник Topper Jack's, який грабує Теммі
- Марк Л. Янг[en] — Джессі
- Міа Роуз Фремптон[en] — Карен
- Стів Літтл[en] — орендатор водного мотоцикла
- Стів Мелорі — касир
- Деймон Джонс — Джеррі Міллер
- Сенді Маккарті — одна з двох жінок, які залишають бар

## Виробництво
17 листопада 2011 року було повідомлено, що New Line Cinema придбала сценарій Меліси Маккарті «Теммі» про жінку із зайвою вагою, яку звільнили з роботи та яка дізналася, що в її чоловіка роман, і вирішила відправитися в подорож, в яку за нею ув'язалася бабуся — лайлива алкоголічка з діабетом. Переговори про реалізацію проєкту вели Тейт Тейлор і Бет Маккарті-Міллер, але угоди не було укладено, і режисером фільму обрано чоловіка Маккарті, Бена Фальконе.

### Кастинг
18 жовтня 2012 року було оголошено, що роль діабетичної бабусі Теммі запропонували Ширлі Мак-Лейн, але угода так і не була реалізована через конфлікти її розкладу з телесеріалом «Абатство Даунтон». На роль також розглядалася Деббі Рейнольдс. 20 березня 2013 року роль бабусі отримала Сюзен Серендон. Вона носила протези на щиколотках, щоб відобразити діабет своєї героїні. Кеті Бейтс приєдналася до акторського складу, щоб зіграти двоюрідну сестру-лесбійку бабусі. У березні 2013 року до акторського складу приєднався Марк Дюпласс як коханий Теммі. 4 квітня на роль матері Теммі була обрана Еллісон Дженні. 5 квітня до акторського складу фільму приєднався Ден Ейкройд.

### Зйомки
Основні зйомки розпочалися 3 травня 2013 року у Вілмінгтоні, штат Північна Кароліна. Серед інших місць зйомок у Північній Кароліні — околиці Шаллотта, Касл-Гейн та Бойлінг-Спрінг-Лейкс. Також деякі кадри зняті в Луїсвіллі, штат Кентуккі, і на Ніагарському водоспаді, штат Нью-Йорк.

## Випуск
Перший офіційний трейлер фільму випущений 6 травня 2014 року. 3 червня опубліковані три постери до фільму. Фільм вийшов на світові екрани 2 липня 2014 року, в США — 30 червня; реліз на DVD та онлайн — 11-12 листопада. Український дистриб'ютор — Kinomania Film Distribution.

## Сприйняття

### Касові збори
«Теммі» заробила $84,5 млн у Північній Америці та $16 млн на інших територіях із загальною сумою в 100,3 мільйона доларів проти бюджету в $20 мільйонів. У день прем'єри фільм зібрав $6,2 млн та ще $21,6 млн — у перші вихідні, посівши друге місце в прокаті (після фільму «Трансформери: Час вимирання»).

### Відгуки критиків
«Теммі» отримала загалом негативні відгуки від критиків. На сайті Rotten Tomatoes рейтинг схвалення фільму становить 24 % на основі 185 рецензій із середньою оцінкою 4,9/10. Критичний консенсус сайту говорить: «Мелісса Маккарті залишається привабливою присутністю на екрані, але її зусиль недостатньо, щоб утримати заплутану „Теммі“ на правильному шляху». На Metacritic фільм отримав 39 балів зі 100 на основі 36 критиків, що вказує на «загалом несприятливі відгуки». Глядачі, опитані CinemaScore, поставили фільму середню оцінку «C+» за шкалою від A+ до F.
Ієн Бакволтер з NPR дав неоднозначну оцінку фільму, сказавши, що «„Теммі“ ніяк не вдається знайти баланс між солодкістю та кмітливістю, як це вдалося в „Подружках нареченої“, а також невідповідна динаміка [розвитку] дружби між [персонажками] Маккарті та Серендон ніяк не наближається до успіху „Озброєних і небезпечних“. Але зрештою фільму вдається знайти власний незграбний шлях, з достатньою кількістю ефективних і менш відчайдушних жартів, щоб згладити ситуацію після важкого початку. Це більш хиткий дебют Маккарті та Фальконе за камерою, ніж можна було сподіватися, але якщо Теммі змогла змінити ситуацію, то, безумовно, вони теж можуть». Іден Каседа з FilmInk дав негативну рецензію, сказавши: «Маккарті грає ту саму нецензурну та несмачну героїню, яку вона грала практично в кожному фільмі, починаючи з „Подружок нареченої“».

### Нагороди
| Нагорода                                  | Категорія                                    | Номінант         | Результат |
| ----------------------------------------- | -------------------------------------------- | ---------------- | --------- |
| Міжнародний кінофестиваль у Палм-Спрінгсі | Режисери, варті уваги                        | Бен Фальконе     | Перемога  |
| Альянс жінок-кіножурналістів              | Акторка, якій найбільше потрібен новий агент | Мелісса Маккарті | Номінація |
| «Вибір тінейджерів»                       | Кінозірка осені                              | Мелісса Маккарті | Номінація |
| «Вибір народу»                            | Найкраща комедійна кіноакторка               | Мелісса Маккарті | Перемога  |
| «Золота малина»                           | Найгірша акторка                             | Мелісса Маккарті | Номінація |
| «Золота малина»                           | Найгірша акторка другого плану               | Сюзен Серендон   | Номінація |
| GLAAD Media                               | Видатний фільм                               | «Теммі»          | Номінація |
| «Доріан»                                  | Манерний ЛГБТ року                           | «Теммі»          | Номінація |